# Anicetus (djur)
Anicetus är ett släkte av steklar. Anicetus ingår i familjen sköldlussteklar.

## Dottertaxa tillAnicetus, i alfabetisk ordning[1]
- Anicetus abyssinicus
- Anicetus africanus
- Anicetus aligarhensis
- Anicetus angustus
- Anicetus anneckei
- Anicetus annulatus
- Anicetus aquilus
- Anicetus ashmeadi
- Anicetus beneficus
- Anicetus ceroplastis
- Anicetus ceroplastodis
- Anicetus ceylonensis
- Anicetus chinensis
- Anicetus communis
- Anicetus deltoideus
- Anicetus eous
- Anicetus felix
- Anicetus fotsyae
- Anicetus graminosus
- Anicetus howardi
- Anicetus inglisiae
- Anicetus integrellus
- Anicetus italicus
- Anicetus korotyaevi
- Anicetus mirabilis
- Anicetus mysterius
- Anicetus nyasicus
- Anicetus ohgushii
- Anicetus parvus
- Anicetus primus
- Anicetus quintanai
- Anicetus rarisetus
- Anicetus rubensi
- Anicetus stylatus
- Anicetus thanhi
- Anicetus thymi
- Anicetus toumeyellae
- Anicetus zhejiangensis